# Malaxis slamatensis
Malaxis slamatensis là một loài thực vật có hoa trong họ Lan. Loài này được (J.J.Sm.) Bakh.f. mô tả khoa học đầu tiên năm 1963.